# Champawat
Champawat est une ville indienne située dans le district de Champawat dans l’État du Uttarakhand. En 2011, sa population était de 35 000 habitants.
Cette ville est notoirement connu pour avoir été le terrain de chasse d'une tigresse mangeuse d'hommes qui a fait plus de 400 victimes du XIXe siècle et au début du XXe siècle.

## Source de la traduction
- (en) Cet article est partiellement ou en totalité issu de l’article de Wikipédia en anglais intitulé « Champawat » (voir la liste des auteurs).